# Rec de la Muntanya
El Rec de la Muntanya és un canal d'aigua francès que alimenta el Canal del Migdia. El rec pren l'aigua del riu Alzeau al municipi d'Arfons, a la Muntanya Negra i desemboca al Rec de la Plana que alimenta el Canal del Migdia.
El rec pren les aigües del vessant sud de la Muntanya Negra de rierols i dels rius Alzeau, Lampy, la Bernassonne i el Rieutord, també de les aigües de la presa de la Galaube. Passa per la Presa de Les Capmases que no existia en el moment de la construcció del rec. Una mica més lluny, al sud del poble del mateix nom, el rec canvia de vessant i passa al costat nord de la Muntanya Negra a través d'un túnel d'obra amb estil de volta de Vauban en l'anomenat túnel de les Cammazes de 122 m de llarg per 3 d'alt. Aquesta obra va ser realitzada per Sébastien Le Prestre de Vauban, després de la mort de l'ideòleg del Canal del Migdia Pierre-Paul Riquet. La façana de la sortida del túnel va ser reconstruïda al segle xviii. Abans de la construcció del túnel, el rec alimentava el Sor a Conquet que està situat a 620 m d'altitud. El Sor era captat pel Rec de la Plana al costat de Sorèze al costat del Pont de Crouzet, que està a 245 m.